# QBIK

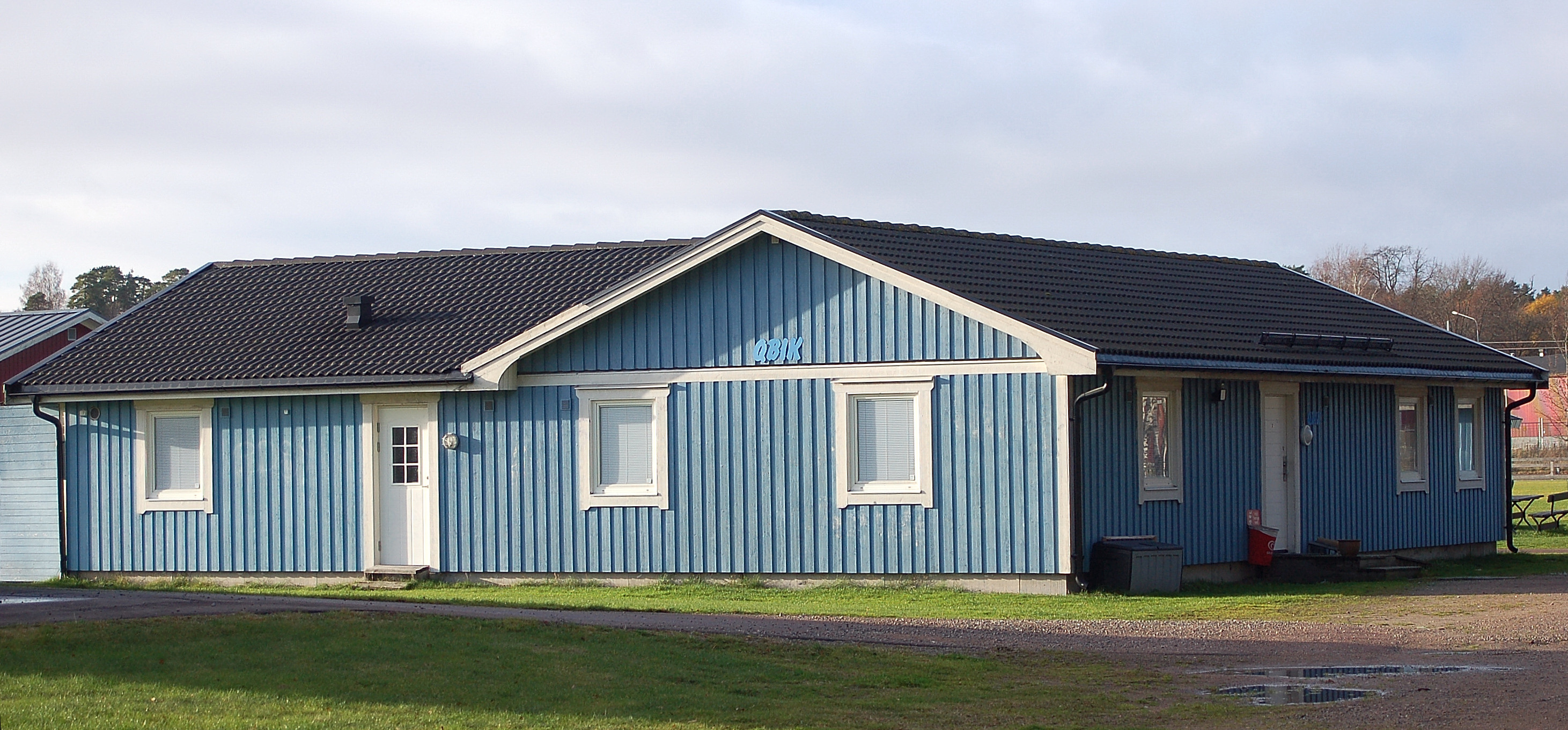
QBIK:s klubbstuga Romstad, Karlstad.

QBIK (uttalas "kubik"), är en fotbollsklubb med damlag i Karlstad som grundades 1978 genom en utbrytning ur Karlstad BK. Knatteskolan är en del av QBIK. Föreningens stora förmåga att utveckla egna talanger är en av anledningarna till att framgångarna kommit.
QBIK spelade i Damallsvenskan för första gången 2005. Laget fick 16 poäng och kom då på en tionde plats.
Jennifer Meier blev Tysklands första spelare i Damallsvenskan 2005. I mitten av 2005 fick QBIK ytterligare en tysk landslagsspelare, nämligen Anja Mittag från Turbine Potsdam.
Inför säsongen 2006 värvade QBIK tre nigerianska landslagsspelare. Faith Ikidi, Yinka Kudaisi och Maureen Mmadu. 
I Damallsvenskan 2007 slutade laget på 12:e och sista plats, och föll därmed ur serien.
Säsongen 2024 spelade laget i Division 3 Värmland och slutade på fjärde plats . 

## Profiler
- Lisa Emanuelsson
- Lina Karlsson
- Sandra Ekeroth
- Malin Nilsson

## Tidigare spelartrupper
Se QBIK 2007